# 共同汇总

共同汇总标志

共同汇总是西班牙加泰罗尼亚自治区的一个左翼选举联盟。2024年3月29日，为应对2024年加泰罗尼亚地区选举而成立该联盟。该联盟的成员有：共同加泰罗尼亚、共同巴塞罗那和汇总运动
。